# Pavetta klotzschiana
Pavetta klotzschiana är en måreväxtart som beskrevs av Karl Moritz Schumann. Pavetta klotzschiana ingår i släktet Pavetta och familjen måreväxter. Inga underarter finns listade i Catalogue of Life.